# Пек Чін Гук
Пек Чін Гук (кор. 백 진국; нар. 31 грудня 1976, Сеул) — південнокорейський борець вільного стилю, чемпіон та дворазовий срібний призер чемпіонатів Азії, дворазовий чемпіон Азійських ігор, чемпіон Східноазійських ігор, володар Кубку світу, бронзовий призер Кубку Азії, учасник Олімпійських ігор.

## Життєпис
У 1992 році став срібним призером чемпіонату світу серед кадетів. У 1994 році такого ж результату досяг на чемпіонаті світу серед юніорів.
Виступав за спортивний клуб «Samsung Life» із Сеула. Тренер — Чан Сун Пак.

## Спортивні результати на міжнародних змаганнях

### Виступи на Олімпіадах
| Змагання                    | Збірна         | Вагова категорія          | Місце |
| --------------------------- | -------------- | ------------------------- | ----- |
| Літні Олімпійські ігри 2004 | Південна Корея | вільна боротьба, до 66 кг | 14    |

### Виступи на Чемпіонатах світу
| Змагання                        | Збірна         | Вагова категорія          | Місце |
| ------------------------------- | -------------- | ------------------------- | ----- |
| Чемпіонат світу з боротьби 2001 | Південна Корея | вільна боротьба, до 63 кг | 9     |
| Чемпіонат світу з боротьби 2003 | Південна Корея | вільна боротьба, до 66 кг | 12    |
| Чемпіонат світу з боротьби 2005 | Південна Корея | вільна боротьба, до 66 кг | 26    |
| Чемпіонат світу з боротьби 2006 | Південна Корея | вільна боротьба, до 66 кг | 24    |

### Виступи на Чемпіонатах Азії
| Змагання                       | Збірна         | Вагова категорія          | Місце  |
| ------------------------------ | -------------- | ------------------------- | ------ |
| Чемпіонат Азії з боротьби 1997 | Південна Корея | вільна боротьба, до 63 кг | Срібло |
| Чемпіонат Азії з боротьби 2000 | Південна Корея | вільна боротьба, до 63 кг | Срібло |
| Чемпіонат Азії з боротьби 2004 | Південна Корея | вільна боротьба, до 66 кг | 5      |
| Чемпіонат Азії з боротьби 2005 | Південна Корея | вільна боротьба, до 66 кг | Золото |
| Чемпіонат Азії з боротьби 2008 | Південна Корея | вільна боротьба, до 66 кг | 9      |

### Виступи на Азійських іграх
| Змагання           | Збірна         | Вагова категорія          | Місце  |
| ------------------ | -------------- | ------------------------- | ------ |
| Азійські ігри 2002 | Південна Корея | вільна боротьба, до 66 кг | Золото |
| Азійські ігри 2006 | Південна Корея | вільна боротьба, до 66 кг | Золото |

### Виступи на Східноазійських іграх
| Змагання                 | Збірна         | Вагова категорія          | Місце  |
| ------------------------ | -------------- | ------------------------- | ------ |
| Східноазійські ігри 2001 | Південна Корея | вільна боротьба, до 63 кг | Золото |

### Виступи на Кубках світу
| Змагання                    | Збірна         | Вагова категорія          | Місце  |
| --------------------------- | -------------- | ------------------------- | ------ |
| Кубок світу з боротьби 2002 | Південна Корея | вільна боротьба, до 66 кг | Золото |

### Виступи на Азії світу
| Змагання                   | Збірна         | Вагова категорія          | Місце  |
| -------------------------- | -------------- | ------------------------- | ------ |
| Кубок Азії з боротьби 2003 | Південна Корея | вільна боротьба, до 66 кг | Бронза |

### Виступи на інших змаганнях
| Змагання                                                         | Збірна         | Вагова категорія          | Місце  |
| ---------------------------------------------------------------- | -------------- | ------------------------- | ------ |
| Олімпійський кваліфікаційний турнір з боротьби 2004 (Братислава) | Південна Корея | вільна боротьба, до 66 кг | 4      |
| Міжнародний меморіал Дейва Шульца 2007                           | Південна Корея | вільна боротьба, до 66 кг | Бронза |

### Виступи на змаганнях молодших вікових груп
| Змагання                                      | Збірна         | Вагова категорія          | Місце  |
| --------------------------------------------- | -------------- | ------------------------- | ------ |
| Чемпіонат світу з боротьби серед кадетів 1992 | Південна Корея | вільна боротьба, до 51 кг | Срібло |
| Чемпіонат світу з боротьби серед юніорів 1994 | Південна Корея | вільна боротьба, до 54 кг | Срібло |